# Ван Генёгден, Ронни
Ро́нни ван Генёгден (нидерл. Ronny Van Geneugden; нидерландское произношение: [ˈrɔni vɑŋ ɣəˈnøːɣdə(n)]; род. 17 августа 1968, Хасселт) — бельгийский футболист и футбольный тренер.

## Биография
В качестве футболиста выступал на позиции полузащитника. Наилучших результатов достиг в составе «Антверпена», с которым в 1992 году выиграл Кубок Бельгии. Также он играл за «Локерен», «Беерсхот», голландский «Валвейк» и другие местные команды.
Став тренером, ван Генёгден долгое время работал с юношескими коллективами «Генка». В 2004 году он временно исполнял обязанности главного тренера «магистров». Во второй раз у руля команды он встал в конце сезона 2007/08, в котором «Генк» занял только 10-е место. Тренер остался руководить клубом в следующем первенстве, однако в нём не доработал до конца.
В 2010 году ван Генёгден возглавил «Ауд-Хеверле Лёвен». С этой скромной командой специалист сумел выиграть второй бельгийский дивизион и впервые в истории вывести её в Лиге Жюпиле. В элите подопечные ван Генёгдена стали одними из открытий и в сезоне 2012/13 даже долгое время шли в лидерах турнира. Позднее наставник руководил «Васланд-Бевереном» и кипрским «Эносисом».
В апреле 2017 года ван Генёгден стал главным тренером сборной Малави, подписав контракт на два года.

## Достижения

### Футболиста
- Обладатель Кубка Бельгии: 1991/92

### Тренера
- Победитель Второго дивизиона Бельгии: 2010/11